# Erasma Moreno
Erasma Moreno Martinez (ur. 25 listopada 1991) – dominikańska siatkarka, reprezentantka kraju grająca jako przyjmująca. Obecnie występuje w drużynie Mirador.